# Tempo Of The Damned
Tempo of the Damned es el sexto álbum de la banda de Thrash Metal Exodus. Marcó su primer álbum de larga duración con material nuevo en más de 11 años, siendo el último Force Of Habit lanzado en 1992. Fue la última aparición del vocalista Steve "Zetro" Souza hasta su regreso para Blood In, Blood Out en 2014, así como la última aparición del baterista fundador Tom Hunting hasta 2007 en The Atrocity Exhibition... Exhibit A.

## Información sobre el álbum
Este es primer álbum de estudio de Exodus que presenta a Jack Gibson en el bajo. Este es también el primer álbum de Exodus que ofrece a Steve "Zetro" Souza en la voz. "Zetro" partió poco después de Force Of Habit y Exodus reclutó al vocalista original Paul Baloff (Bonded by Blood) para el lanzamiento de su álbum en vivo Another Lesson in Violence. Baloff murió en 2002 de un derrame cerebral y "Zetro" fue invitado de nuevo a la banda.
Tempo of the Damned es el único álbum de Exodus que contiene una canción que se atribuye al fundador la banda Kirk Hammett de Metallica. Los otros son su demo 1982 y el lanzamiento en vivo 1997, Another Lesson in Violence, los cuales contó con la canción "Impaler". Uno de los riffs de "Trapped Under Ice" (Escrito por Kirk Hammett) se utilizó en Impaler, canción que también cuenta con la composición de Paul Baloff.

## Lista de canciones
Todas las canciones escritas y compuestas por Gary Holt, a excepción de las indicadas:

| N.º    | Título                                                   | Duración |  |
| 1.     | «Scar Spangled Banner»                                   | 6:41     |  |
| 2.     | «War Is My Shepherd (Holt, Steve ''Zetro'' Souza)»       | 4:27     |  |
| 3.     | «Blacklist»                                              | 6:17     |  |
| 4.     | «Shroud of Urine»                                        | 4:52     |  |
| 5.     | «Forward March (Holt, Souza)»                            | 7:39     |  |
| 6.     | «Culling the Herd»                                       | 6:07     |  |
| 7.     | «Sealed with a Fist»                                     | 3:36     |  |
| 8.     | «Throwing Down (Holt, John Miller)»                      | 5:27     |  |
| 9.     | «Impaler (Holt, Kirk Hammett, Tom Hunting, Paul Baloff)» | 5:25     |  |
| 10.    | «Tempo of the Damned»                                    | 4:22     |  |
| 54:21. |                                                          |          |  |

### bonus track Digipack
| N.º | Título                               | Duración |  |
| 1.  | «Dirty Deeds Done Dirt Cheap(cover)» | 3:52     |  |

### bonus track japonés
| N.º  | Título                    | Duración |  |
| 1.   | «Shroud Of Urine" (Demo)» | 4:45     |  |
| 2.   | «Tempo Of The Damned»     | 4:20     |  |
| 9:05 |                           |          |  |

### bonus track de Corea
| N.º  | Título                        | Duración |  |
| 1.   | «Dirty Deeds Done Dirt Cheap» | 3:48     |  |
| 2.   | «Shroud Of Urine" (Demo)»     | 4:45     |  |
| 8:46 |                               |          |  |

## Alineaciòn
- Steve "Zetro" Souza - Voz
- Gary Holt - Guitarra
- Rick Hunolt - Guitarra
- Jack Gibson - Bajo
- Tom Hunting - Batería

## Créditos
- Producido, diseñado, mezclado y masterizado por Andy Sneap
- Mezclado en el Reino Unido por Backstage Studio Derby
- Grabado en Grabaciones Tsunami, Moss Beach, CA (excepto Batería Grabado en Prairie Sun Studio Studio, Cotati, CA)
- Ilustraciones de la portada por Jowita Kaminska